# Штейнман, Иван Богданович
Иван Богданович Штейнман (1819—1872) — филолог-классик, ординарный профессор Санкт-Петербургского университета, первый директор Историко-филологического института.

## Биография
Родился в Санкт-Петербурге 19 (31) января 1819 года.
В 1840 году окончил 1-е отделение философского факультета Санкт-Петербургского университета со званием кандидата. Находился за границей для усовершенствования в древней филологии (1840—1843): в Берлине он слушал лекции Бека, Франца, Гергарда и Ранке, а в Лейпциге — Беккера и Гаупта и занимался под руководством Германа.
По возвращении в Россию Штейнман в 1845 году получил от Санкт-Петербургского университета степень магистра греческой и римской словесности за диссертацию: «Plutarchi symposiacarum quaestionum ultimam (IX, 15) interpretatus est I. F. Steinmann». С этого же года началась его служебная педагогическая деятельность. Сперва он был назначен учителем латинского языка в Ларинскую гимназию, где преподавал до 1849 года. В 1846 году стал преподавать также во 2-й Санкт-Петербургской гимназии, где прослужил 6 лет. В 1847 году Штейман был избран и утверждён приват-доцентом Петербургского университета для преподавания греческих и римских древностей. В 1848 году был назначен адъюнктом в Главном Педагогическом институте для преподавания греческой и римской словесности и в Петербургском университете по кафедре греческих и римских древностей. Защитил диссертацию на степень доктора древней филологии «Quaestiones de derivatione vocabulorum Graecorum» (1851) и был утверждён экстраординарным профессором Главного Педагогического института по кафедре сначала латинской словесности, заняв место Фрейтага, а вскоре и греческой, после Грефе. В 1853 году получил в Педагогическом институте звание ординарного профессора греческой словесности и экстраординарного по кафедре греческой словесности и древностей в Санкт-Петербургском университете. В 1859 году Главный Педагогический институт был упразднён, и за службу в нём Штейнман получил звание ординарного профессора Санкт-Петербургского университета. В институте и университете он комментировал своим слушателям Страбона, Фукидида, Демосфена, Иоанна Златоуста, Гомера, Эврипида, Эсхила и Софокла. Кроме того читал курсы:
- греческие древности и археологию (1847—1848),
- греческую грамматику сравнительно с латинской (1848—1849),
- историю греческой прозы до Александра Великого (1855—1856 и 1858—1860),
- историю греческой поэзии до Александра Великого (1856—1857 и 1860—1861),
- в разное время прочитал 4 курса истории греческой литературы.

С 1 октября 1862 года состоял в чине действительного статского советника. С 10 июля 1863 года И. Б. Штейнман был назначен членом Учёного комитета, а с 22 декабря 1867 года — ещё и членом Совета министра народного просвещения.
Деятельность Штейнмана не ограничивалась преподаванием в институте и университете. В течение 10 лет (с 1857) он был директором главного немецкого училища при евангелическо-лютеранской церкви Св. Петра. В должности директора показал себя опытным администратором, значительно оживившим деятельность училища. В 1867 году он был назначен директором открывшегося Петербургского Историко-филологического института, где он также проявил свои организаторские способности. Им была открыта «Филологическая» гимназия при институте. В институте он успел сделать только один выпуск студентов.
Был награждён орденом Св. Анны 1-й степени 1 января 1869 года. Имел также ордена Св. Станислава 1-й степени и Св. Владимира 3-й степени.
Скончался 28 марта (9 апреля) 1872 года в Висбадене от воспаления лёгких.
Кроме двух вышеуказанных диссертаций, Штейнман написал следующие сочинения:
- «Antiquitatis Graecae loca quaedam е Russorum moribus illustrata» (1847)
- «Значение древней филологии и место, которое она занимает в кругу наук, преподаваемых в университетах: речь, читанная на унив. акте 1851 г.» (СПб., 1851; ЖМНП. — Ч. 72, отд. II, 178).
- «De munere praeceptoris» (речь, произнесенная в 1851 г. в Главном Педагогическом институте).
- «Речь Иперида за Евксениппа. Текст по изданию Шнейдевина. Перевод и примечания» (ЖМНП. — 1856. — № 1—2. Ч. 89. — С. 25—64 и 178—202).
- «Разбор сочинения г. Бормана: „Курс обучения глухонемых изустному слову“» ("XXX присужд. Демидовских наград", 1861 г., 55—62).
- «Мнения иностранных педагогов в Северн. Германии, Бадене, Виртемберге и Бельгии о проекте устава реальных училищ в России» (ЖМНП. — 1872. — № 1. — С. 95).